# Alchemilla hebescens
Alchemilla hebescens är en rosväxtart som beskrevs av Sergei Vasilievich Juzepczuk. Alchemilla hebescens ingår i släktet daggkåpor, och familjen rosväxter. Inga underarter finns listade i Catalogue of Life.